# 欧布纳
欧布纳 （法語：Aubenas，法語發音：[ob(ə)na]），法国东南部城市，奥弗涅-罗讷-阿尔卑斯大区阿尔代什省的一个市镇，隶属于拉让蒂耶尔区，其市镇面积为14.32平方公里，2022年1月1日时人口数量为12,488人，是该省人口第二多的市镇，在法国城市中排名第791位。
欧布纳位于阿尔代什省中南部，阿尔代什河右岸，是一个区域性的中心城市和交通枢纽，多条公路在此交汇。

## 地名来源
“欧布纳”一名的来源尚存在争议。根据法国地名学家阿尔贝·多扎和夏尔·罗斯坦以及当地官方网站的论述，“欧布纳”一名来源于凯尔特语的拉丁语形式“Albenate”，意为“高地”，其中“Alt-”这一词根意为“高处”；而另一位地名学家阿尔贝·迪布瓦（Albert du Boys）则认为“欧布纳”一名最初的形式为“Alba Nascens”，意为“新的阿尔巴”，该名称来源于罗马时期该区域埃尔维安人的都城奥古斯都阿尔巴（Alba Augusta，今阿尔巴拉罗迈讷）。
欧布纳所处的下维瓦赖地区历史上曾通行奥克语，“欧布纳”对应的奥克语名称为。

## 历史

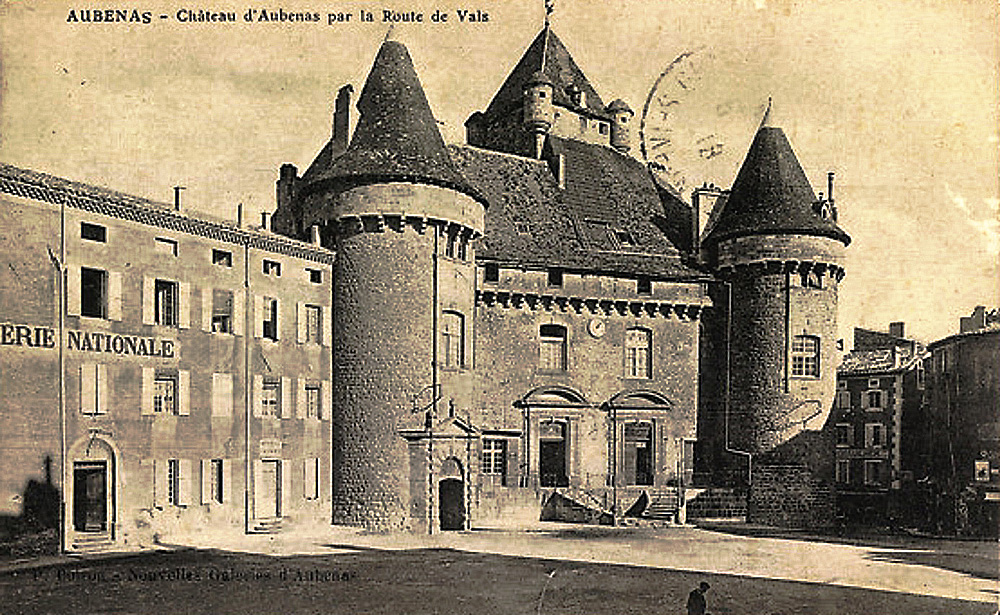
20世纪初的欧布纳城堡

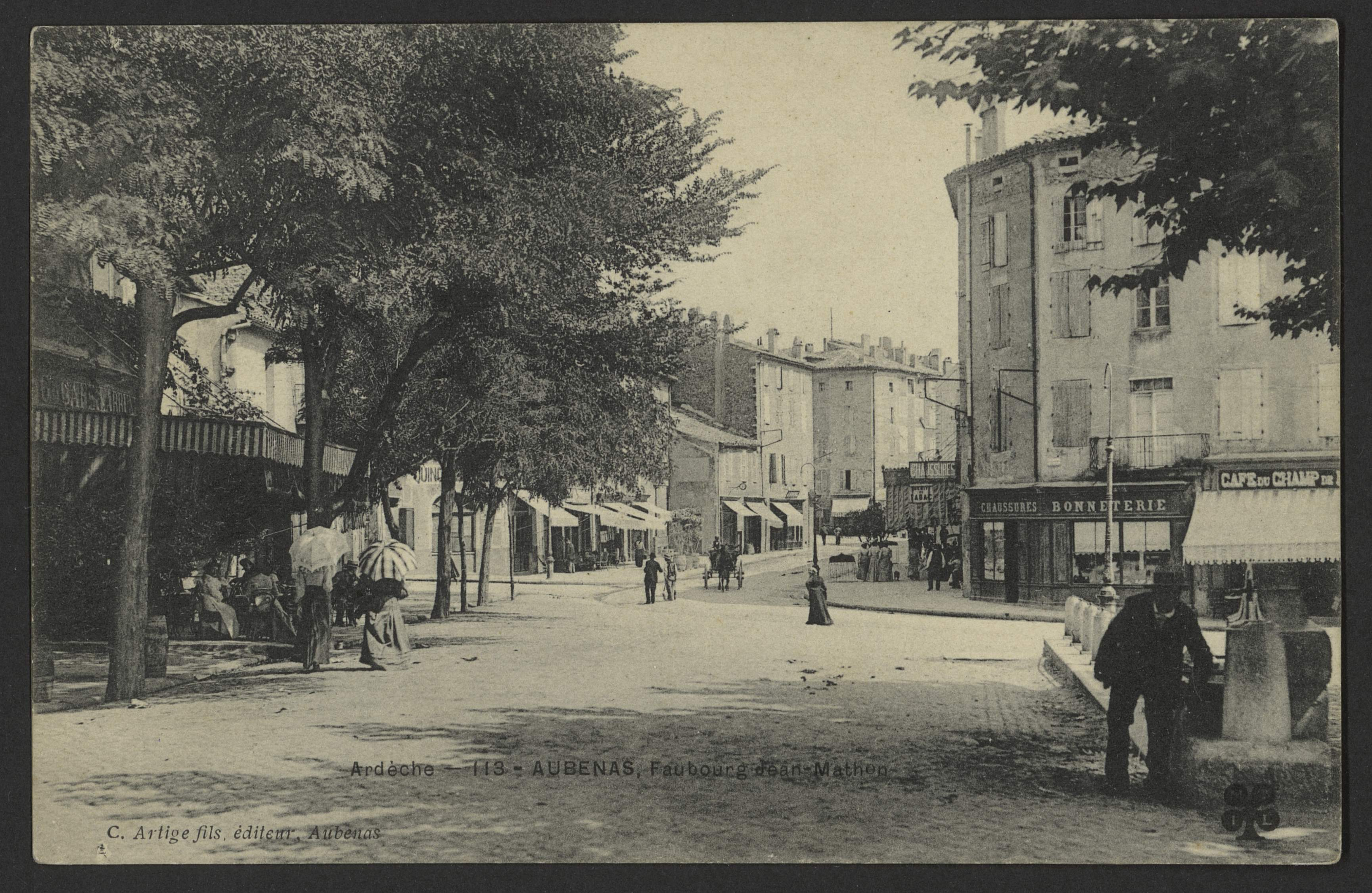
20世纪初的欧布纳街头

根据已有的历史文献及考古发掘成果，欧布纳建成于公元5世纪。彼时，随着西罗马帝国的灭亡，勒皮主教在阿尔代什河右岸建立了一处教堂，并希望以此为据点向罗讷河谷扩张其影响力。中世纪初，欧布纳被蒙洛尔家族（famille de Montlaur）统治。公元10世纪左右，一座横跨阿尔代什河的桥梁建成，蒙洛尔家族与河流左岸的于塞勒领主联姻，并在欧布纳市区修建了高达25米的碉楼作为其封建权力的象征。12至13世纪，欧布纳逐渐扩张成为一个区域性的商业中心，并出现了城墙，多个贵族家庭迁至此地。1209年，教宗依諾增爵三世与主教阿尔诺·阿莫里以及图卢兹伯爵雷蒙六世曾在欧布纳举行会晤以商讨关于阿尔比十字军的对策。13世纪时，当地的马藏主教（Mazan）主持修建了引水渠，并由此新增了磨坊等建筑。14世纪时，欧布纳所处的维瓦赖被法兰西王国继承并成为其行省。1670年，因不满路易十四及达太安的暴政，维瓦赖行省首领鲁尔的安托万（Anthoine du Roure）发动鲁尔起义，欧布纳地区亦出现了大规模的札克雷运动。18世纪初，欧布纳因纺织业而得到发展，在工程师雅克·德·沃康松的帮助下，欧布纳附近出现了机械化的皇家丝织厂。法国大革命后，欧布纳成为阿尔代什省的一个市镇。1910至1930年间，多条有轨电车线路连接欧布纳。第二次世界大战初，法国总理保罗·雷诺曾被纳粹德军关押于欧布纳。1963年，欧布纳获得由欧洲委员会颁布的“欧洲和平奖”。

## 地理

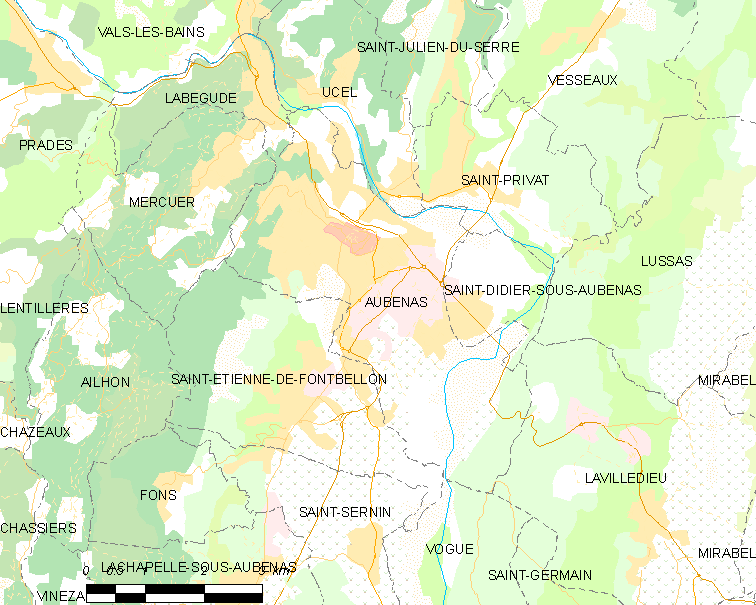
欧布纳市镇范围地图

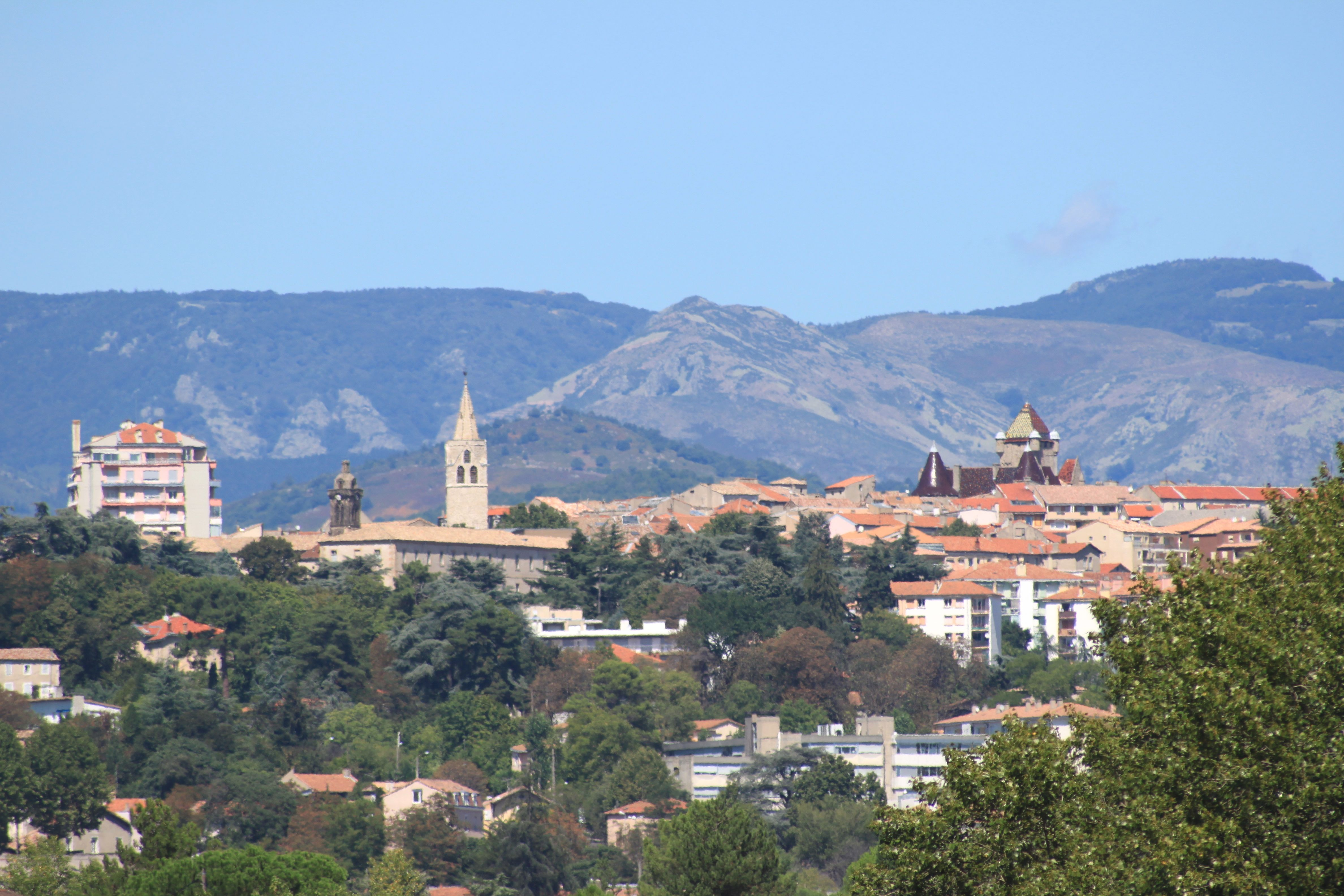
远眺欧布纳市区及后方的维瓦赖山

欧布纳位于法国东南部，奥弗涅-罗讷-阿尔卑斯大区南部和阿尔代什省中南部，距离省会普里瓦大约31公里。与欧布纳接壤的市镇包括：拉贝居德、拉维勒迪约、梅尔屈埃、圣迪迪耶苏索布纳、圣艾蒂安德丰贝隆、圣普里瓦、于塞勒、沃居埃。

### 地形
欧布纳位于法国中央高原东部，维瓦赖山东侧的一处河谷地带，境内以丘陵为主，市镇中心位于一处山丘之上，是一座较为典型的山地城市，全境海拔在170到421米之间。

### 水文
阿尔代什河自西向东流经欧布纳市区北部，该河是罗讷河的右岸支流，后者为法国五大河流之一。

### 植被
欧布纳属于温带阔叶混交林区，林地主要分布于河流附近及坡地地区。
在鲜花城市的评比中，欧布纳暂未被评级。

### 气候
欧布纳在柯本气候分类法中属于带有山地特征的地中海气候，因其地形相对封闭，故区域性特征较为明显，且受到塞文气候的影响，当地降水多集中于秋冬季节。
欧布纳境内设有气象站，以下为该气象站的数据：
| 欧布纳1981年－2019年 | 欧布纳1981年－2019年 | 欧布纳1981年－2019年 | 欧布纳1981年－2019年 | 欧布纳1981年－2019年 | 欧布纳1981年－2019年 | 欧布纳1981年－2019年 | 欧布纳1981年－2019年 | 欧布纳1981年－2019年 | 欧布纳1981年－2019年 | 欧布纳1981年－2019年 | 欧布纳1981年－2019年 | 欧布纳1981年－2019年 | 欧布纳1981年－2019年 |
| 月份                 | 1月                  | 2月                  | 3月                  | 4月                  | 5月                  | 6月                  | 7月                  | 8月                  | 9月                  | 10月                 | 11月                 | 12月                 | 全年                 |
| -------------------- | -------------------- | -------------------- | -------------------- | -------------------- | -------------------- | -------------------- | -------------------- | -------------------- | -------------------- | -------------------- | -------------------- | -------------------- | -------------------- |
| 历史最高温 °C（°F）  | 21.2 (70.2)          | 22.5 (72.5)          | 27.4 (81.3)          | 30.2 (86.4)          | 32.9 (91.2)          | 38 (100)             | 39.2 (102.6)         | 42.3 (108.1)         | 36 (97)              | 31.2 (88.2)          | 26 (79)              | 21 (70)              | 42.3 (108.1)         |
| 平均高温 °C（°F）    | 9.5 (49.1)           | 11.1 (52.0)          | 14.9 (58.8)          | 17.7 (63.9)          | 22.1 (71.8)          | 26.3 (79.3)          | 29.8 (85.6)          | 29.3 (84.7)          | 24.5 (76.1)          | 19 (66)              | 13.2 (55.8)          | 10 (50)              | 19 (66)              |
| 日均气温 °C（°F）    | 4.9 (40.8)           | 6 (43)               | 9.3 (48.7)           | 12 (54)              | 16.1 (61.0)          | 19.9 (67.8)          | 22.8 (73.0)          | 22.3 (72.1)          | 18.3 (64.9)          | 13.8 (56.8)          | 8.7 (47.7)           | 5.7 (42.3)           | 13.3 (55.9)          |
| 平均低温 °C（°F）    | 0.3 (32.5)           | 0.9 (33.6)           | 3.6 (38.5)           | 6.2 (43.2)           | 10 (50)              | 13.4 (56.1)          | 15.9 (60.6)          | 15.4 (59.7)          | 12.1 (53.8)          | 8.6 (47.5)           | 4.2 (39.6)           | 1.4 (34.5)           | 7.7 (45.9)           |
| 历史最低温 °C（°F）  | −14 (7)              | −9.9 (14.2)          | −12.6 (9.3)          | −2 (28)              | −0.5 (31.1)          | 5 (41)               | 8 (46)               | 5 (41)               | 2 (36)               | −3.3 (26.1)          | −8.6 (16.5)          | −10.7 (12.7)         | −14 (7)              |
| 平均降水量 mm（）    | 75.6 (2.98)          | 56.7 (2.23)          | 48 (1.9)             | 87.3 (3.44)          | 96.1 (3.78)          | 67 (2.6)             | 47.3 (1.86)          | 65.3 (2.57)          | 130.9 (5.15)         | 165.3 (6.51)         | 119.8 (4.72)         | 90 (3.5)             | 1,049.3 (41.31)      |
| 月均日照時數         | 132.1                | 152.5                | 208.4                | 208.1                | 242                  | 285.2                | 314.6                | 280                  | 218.3                | 151.8                | 127.3                | 123.2                | 2,443.5              |
| 来源：infoclimat.fr  |                      |                      |                      |                      |                      |                      |                      |                      |                      |                      |                      |                      |                      |

## 行政区划
欧布纳是法国奥弗涅-罗讷-阿尔卑斯大区阿尔代什省的一个市镇，编号为07019。欧布纳隶属于拉让蒂耶尔区和阿尔代什省第三选区，管理欧布纳第一县和第二县，同时也是欧布纳地区市镇公共社区的核心市镇。
欧布纳市镇被划为三个街区，自2014年起实行街区自治制度。
法国国家统计与经济研究所（简称）在进行数据统计时，将欧布纳及相邻的另外21个市镇设为欧布纳城市核心区（2020年以前为共23个），并将包括核心区在内的周边共58个市镇划为欧布纳城市区。自2020年起，欧布纳城市区被包含68个市镇的欧布纳城市辐射区代替。此外，还将欧布纳市镇分为了5个“块区”（IRIS），以便于统计人口分布情况。

## 交通

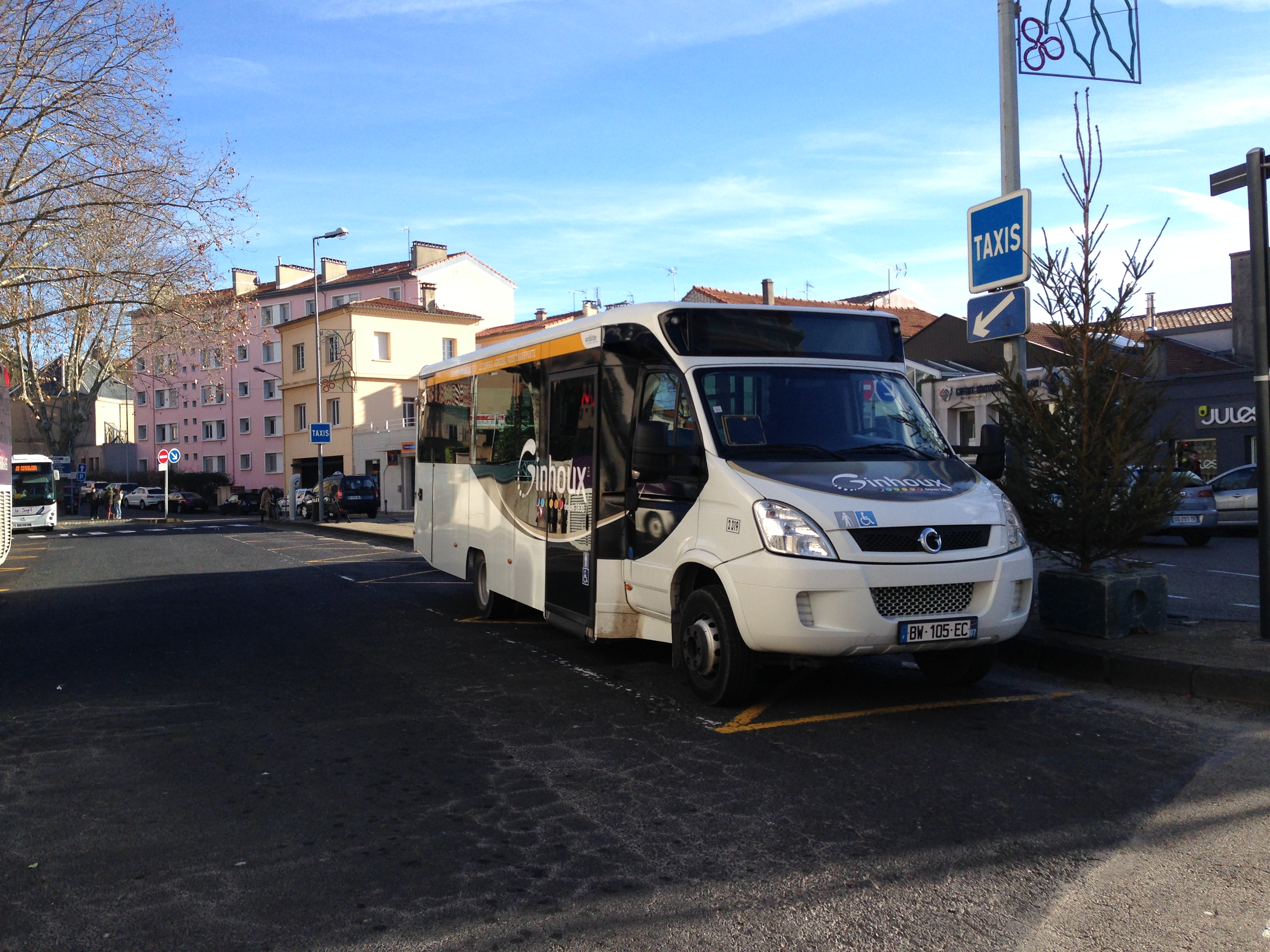
停靠于欧布纳的一辆小型巴士

### 公路
法国国道N102线和多条阿尔代什省省道在欧布纳境内交汇。奥弗涅-罗讷-阿尔卑斯大区下属的城际客运提供巴士线路，可前往普里瓦、阿莱斯、蒙特利马尔、瓦朗斯、瓦朗斯TGV站、拉让蒂耶尔、莱旺斯以及瓦隆蓬达尔克等地。
2018年，65.6%的欧布纳家庭拥有至少一辆私人汽车。2019年，欧布纳境内共发生各类交通事故16起，造成20人受伤。

### 铁路
欧布纳位于沃居埃－阿尔代什河畔拉勒瓦德铁路上，该铁路已于1969年关闭。距离欧布纳最近的运营中的客运铁路车站为40公里外的蒙特利马尔站，该站停靠往返于巴黎和米拉马斯之间的高速列车以及里昂和马赛之间的区域列车。

### 航空
欧布纳距离勒皮机场、阿维尼翁机场和里昂圣埃克絮佩里机场的公路里程分别约95公里、136公里和185公里。

### 城市公共交通
欧布纳城市公共交通（商业名称为）是当地的城市公共交通系统。截至2021年12月，该系统共包括5条常规公交线路和9条校车线路，路网覆盖了欧布纳地区市镇公共社区内的主要街道和居民区。

## 政治

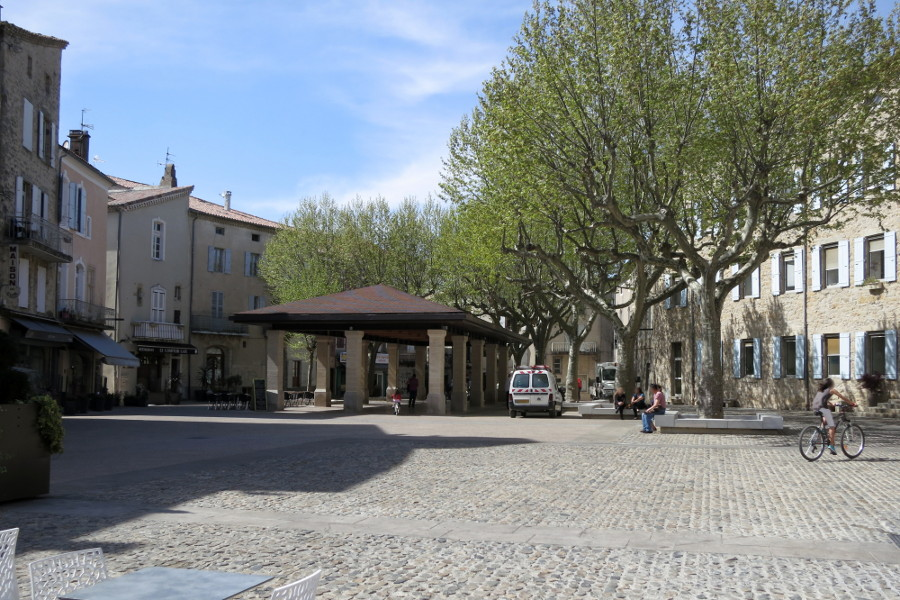
欧布纳市政厅广场

欧布纳的现任市长为让-伊夫·梅耶尔先生（Jean-Yves Meyer），他是民主人士和独立人士联盟的一名成员，在2020年的市政选举中获得了42.35%的支持率。
在2017年的法国总统大选中，法国第25任总统埃马纽埃尔·马克龙在欧布纳获得了67.34%的支持率。
| 欧布纳历届市长 |                                       |                                  |
| 任期           | 市长                                  | 党派                             |
| 1944年－1947年 | Henri Constant 亨利·康斯坦            | RAD激进党                        |
| 1947年－1965年 | Marcel Molle 马塞尔·莫勒              | MRP人民共和运动                  |
| 1965年－1971年 | Pierre Charnay 皮埃尔·沙尔奈          | DVD右翼无党派人士                |
| 1971年－1973年 | Jean Moulin 让·穆兰                   | CDP进步与民主中心                |
| 1973年－1995年 | Bernard Hugo 贝尔纳·雨果              | CDS社会民主中心 →RPR保衛共和聯盟 |
| 1995年－2000年 | Stéphane Alaize 斯特凡纳·阿莱兹       | PS社会党                         |
| 2000年－2006年 | Jeanne Chaussabel 让娜·绍萨贝尔       | RPR保衛共和聯盟 →UMP人民运动联盟 |
| 2006年－2018年 | Jean-Pierre Constant 让-皮埃尔·康斯坦 | UMP人民运动联盟 →LR共和黨        |
| 2018年－       | Jean-Yves Meyer 让-伊夫·梅耶尔        | UDI民主人士和独立人士联盟        |

## 人口
2018年，欧布纳市镇人口数量为12,253，在法国排名第791位。其中男性5,773人，女性6,480人，75岁及以上人口占13.2%，外籍人口数量为3,531人，人口密度为856人/平方公里，当地居民被称为（男性）或（女性）。2019年，欧布纳境内出生106人，死亡人口196人。
| 年份   | 1936  | 1946  | 1954  | 1962  | 1968   | 1975   | 1982   | 1990   | 1999   | 2006   | 2011   | 2016   | 2018   |
| ------ | ----- | ----- | ----- | ----- | ------ | ------ | ------ | ------ | ------ | ------ | ------ | ------ | ------ |
| 人口數 | 8,020 | 8,195 | 8,655 | 9,235 | 10,763 | 12,050 | 11,543 | 11,105 | 11,018 | 11,773 | 11,586 | 12,189 | 12,253 |

## 经济

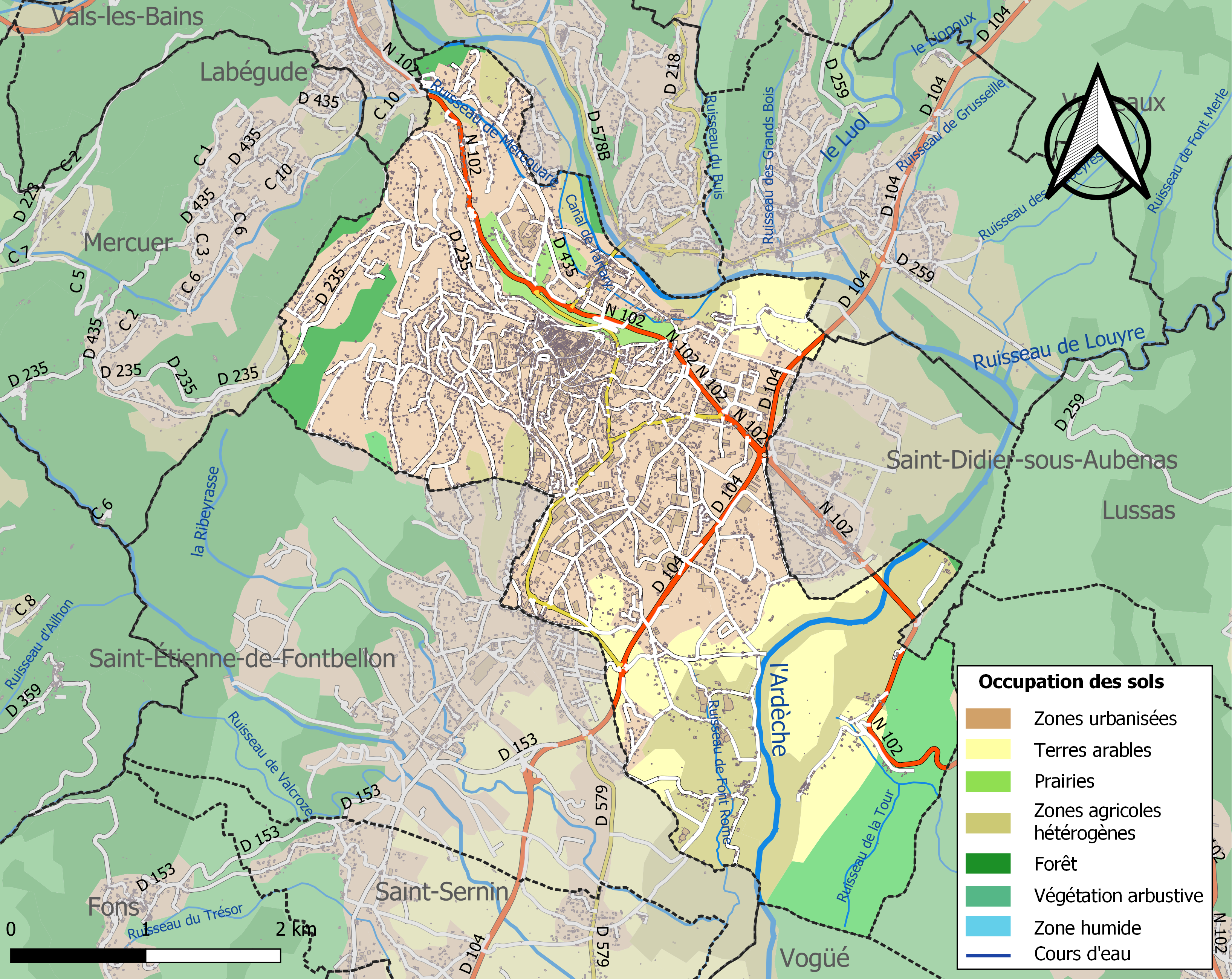
欧布纳土地利用情况地图

欧布纳是一个区域性的中心城市。截止2021年12月，当地共有各类用人单位（包含自雇）2,672家，平均历史为17年，其中98.69%为中小型企业（PME）。（零售）、（汽车销售）及（汽车销售）是当地2020年营业额最高的三个企业，分别为41,812,056欧元、27,046,469欧元和17,325,499欧元。

## 财政与居民收入
2019年，欧布纳的财政收入总额为18,640,600欧元，财政支出总额为15,720,200欧元，当年的债务总额为36,866,400欧元。2021年，欧布纳共获得1,216,554欧元的国家财政补助，比上一年减少了0.23%。
2019年，欧布纳的人均月收入总额为1,911欧元，其中高级职员为3,420欧元，低于法国平均水平（4,230欧元）；中级职员为2,154欧元，低于法国平均水平（2,411欧元）；普通职员为1,605欧元，亦低于法国平均水平（1,740欧元）。
2018年，欧布纳境内的青壮年（15至64岁）失业率为22.8%，当地39.5%的家庭拥有纳税资格，平均纳税2,787欧元，低于法国平均水平（3,910欧元）。

## 社会事务

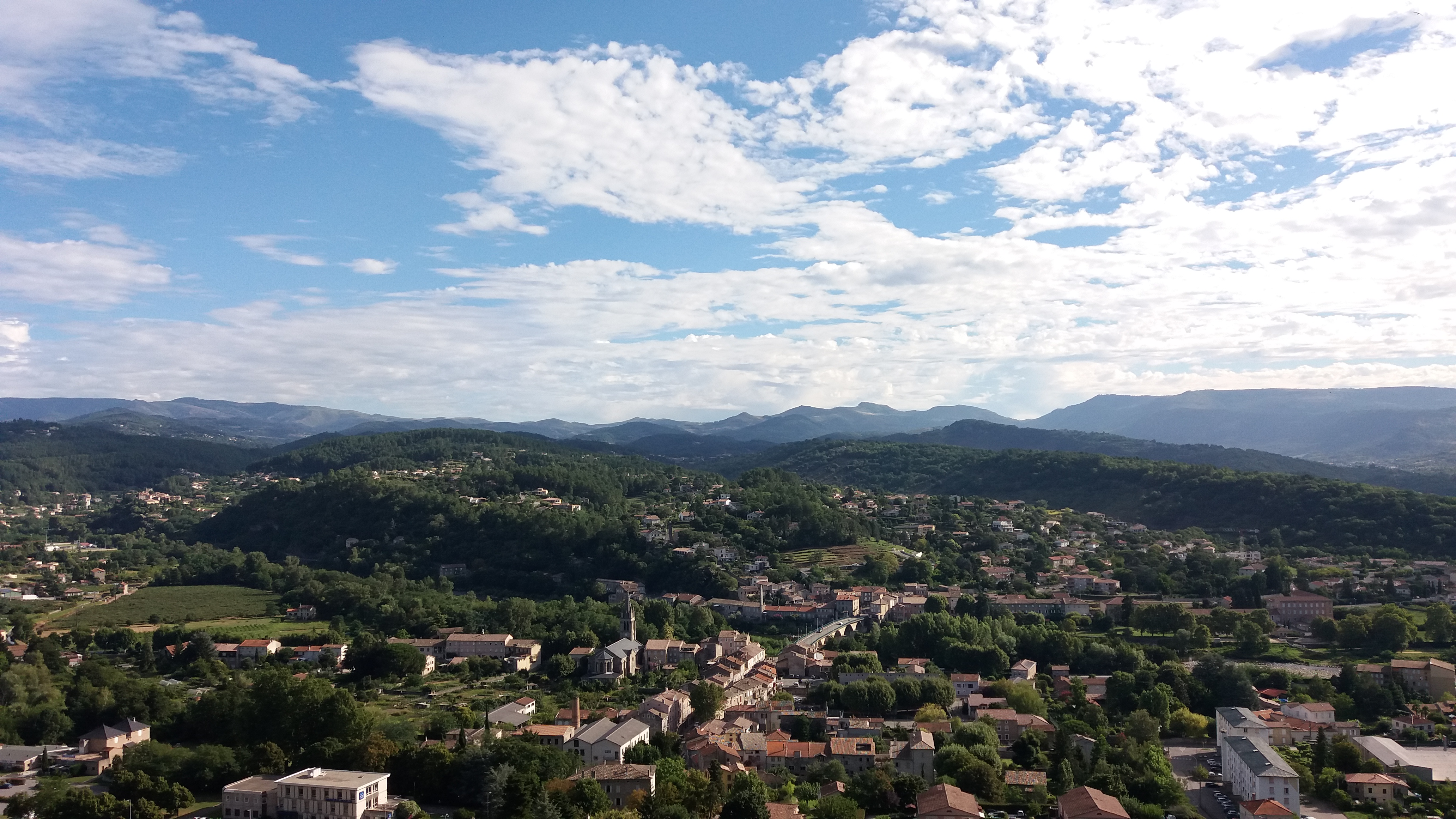
从欧布纳城堡眺望欧布纳市区

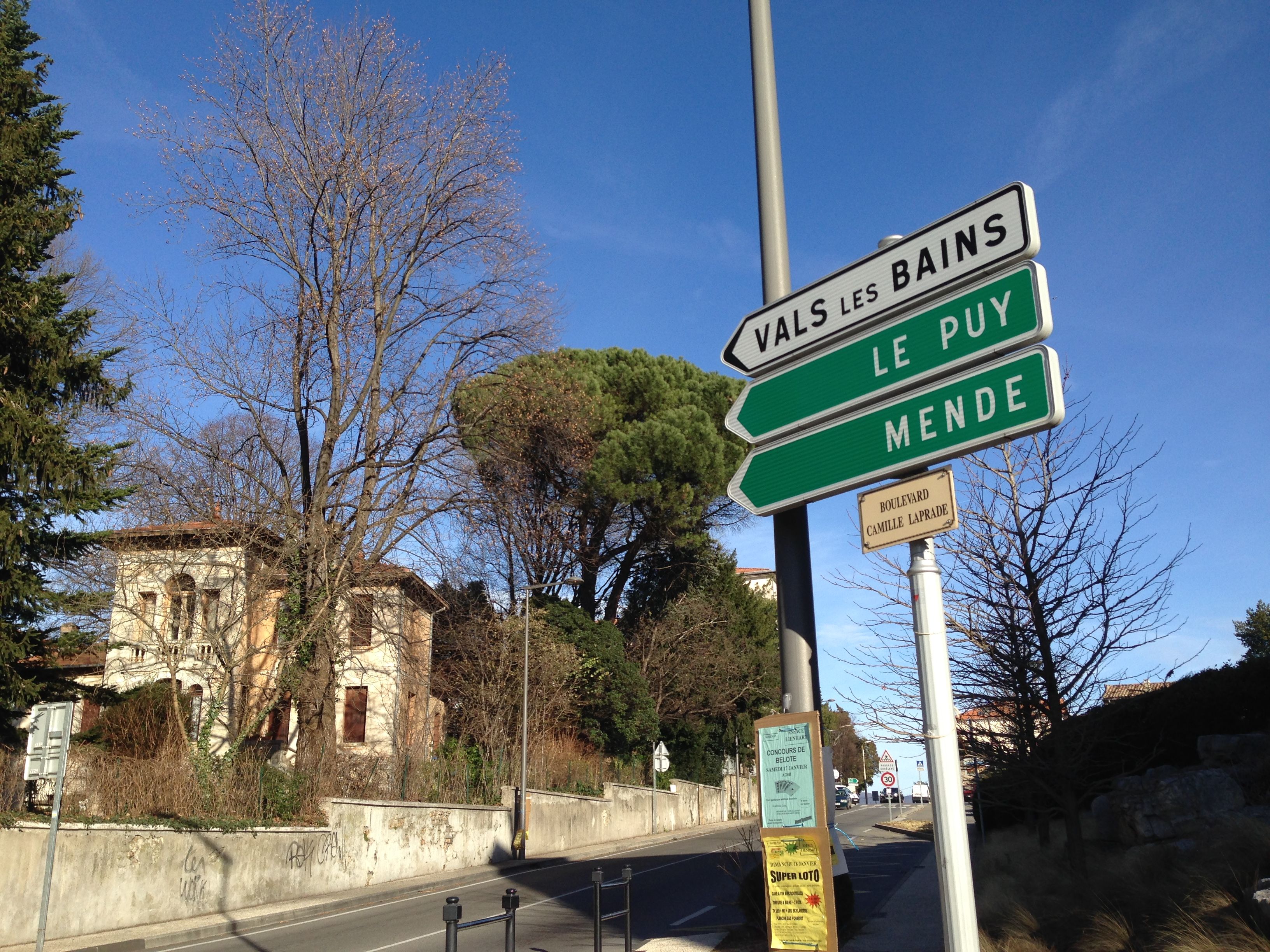
欧布纳的一处路牌

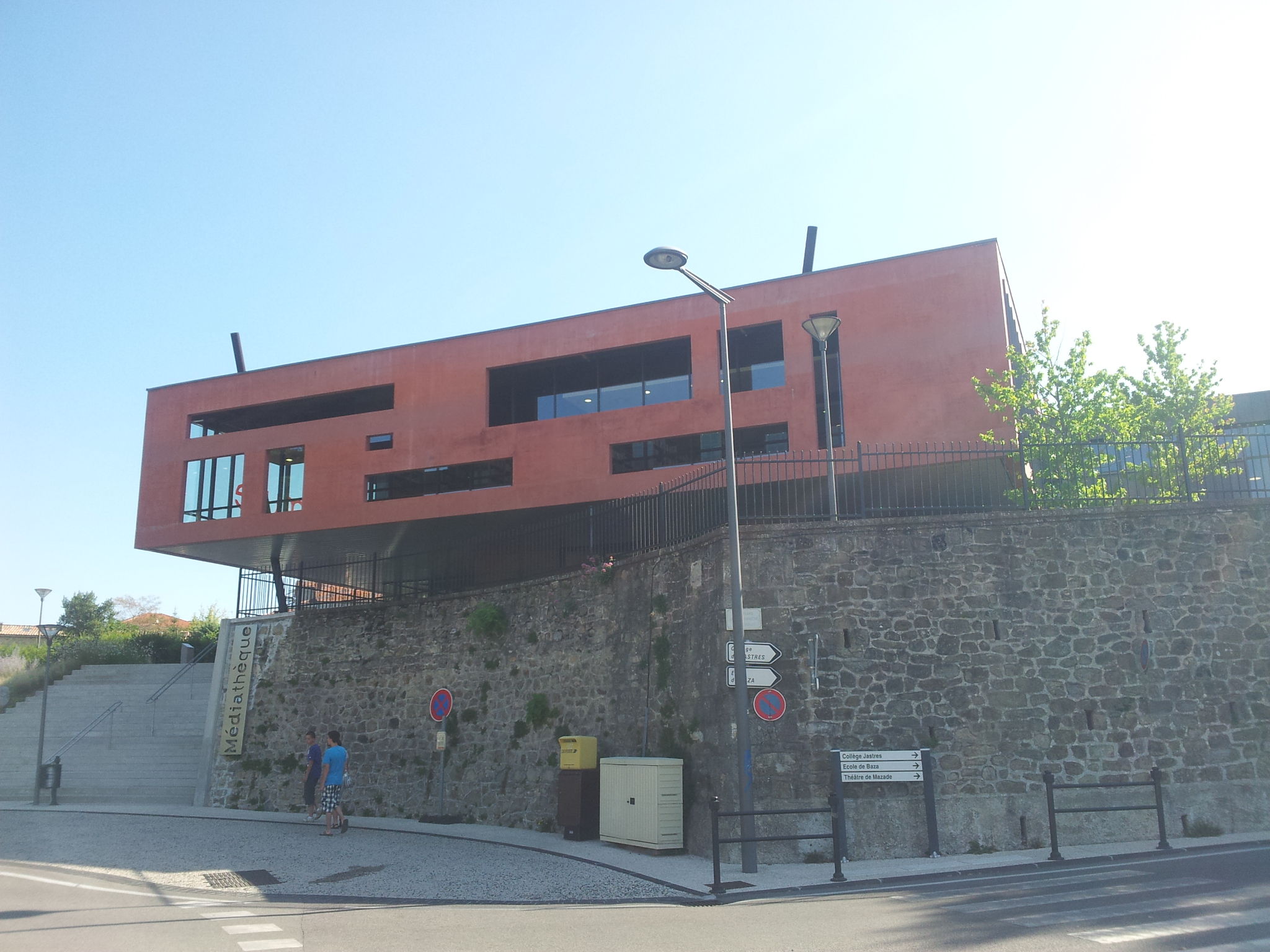
欧布纳多媒体中心

### 教育
欧布纳属于格勒诺布尔学区。截止2020年1月1日，欧布纳境内共有3所幼儿园、7所小学、3所初级中学、3所普通高中、1所农业高中和1所职业高中。2018至2019学年度，欧布纳境内共有在校中等教育阶段学生3,890名。

### 医疗
截止2020年1月1日，欧布纳境内共有全科医生11名、保健师21名、牙医15名、护士36名、耳科医生3名、眼科医生8名、皮肤科医生2名、助产士4名和妇科医生3名。境内共有药房5家、养老院5家。
欧布纳中心医院，全名为“欧布纳南阿尔代什省中心医院”（Centre hospitalier d'Ardèche Méridionale），是法国的一个区域性医疗机构，其主病区位于欧布纳市区东南部，设有床位252个，是当地规模最大的公立综合性医院。

### 住房
2018年，欧布纳境内共有各类住房7,679套，其中38.7%为独立式居民区，59.5%为集中式居民区。常住房屋占欧布纳市镇范围内居民建筑总量的82.2%。
在住房保障政策方面，2020年，欧布纳境内共有2,185户家庭获得了住房经济补助，受益人数占总人口数量的17.8%，其中2,137份为房租补助。

### 商业
2019年，欧布纳境内共有各类实体商铺604家，其中餐厅122家、大型超市10家、杂货店6家、面包房8家、肉铺9家、书店9家、装饰品店11家、银行门店14家、美容美发店33家、汽车维修店40家。市区东部建有开放式商业街区，设有Intermarché、Intersport、利多超市等大型商场。

### 体育
2020年，欧布纳境内共有1家游泳池、4间体育馆、1座综合体育场、7处网球场、3处足球或橄榄球场以及5处篮球或排球场。
截至2021年12月，欧布纳境内共有两支注册足球俱乐部，其中南阿尔代什未来体育足球俱乐部（Avenir Sportif Sud Ardèche Football）是当地的代表性足球队，2021至2022赛季参加奥弗涅-罗讷-阿尔卑斯大区足球联赛。

### 环境
欧布纳的环境事务由其所属的公共社区负责。2019年，欧布纳境内暂无污染企业。

### 治安
2019年，欧布纳市镇范围内共有1处派出所和1处宪兵队。2020年，欧布纳宪兵总队辖区内共6个市镇累计发生各类案件905起，其中盗窃类案件467起，经济类案件129起，毒品交易类案件79起。

## 文化
2020年，欧布纳境内共有1家剧场和1家电影院。欧布纳市政府提供多媒体中心，每周二、三、五、六向公众开放。

### 建筑
欧布纳境内有八处法国国家文物保护单位，其中欧布纳城堡、圣洛朗教堂等为当地的地标性建筑物。

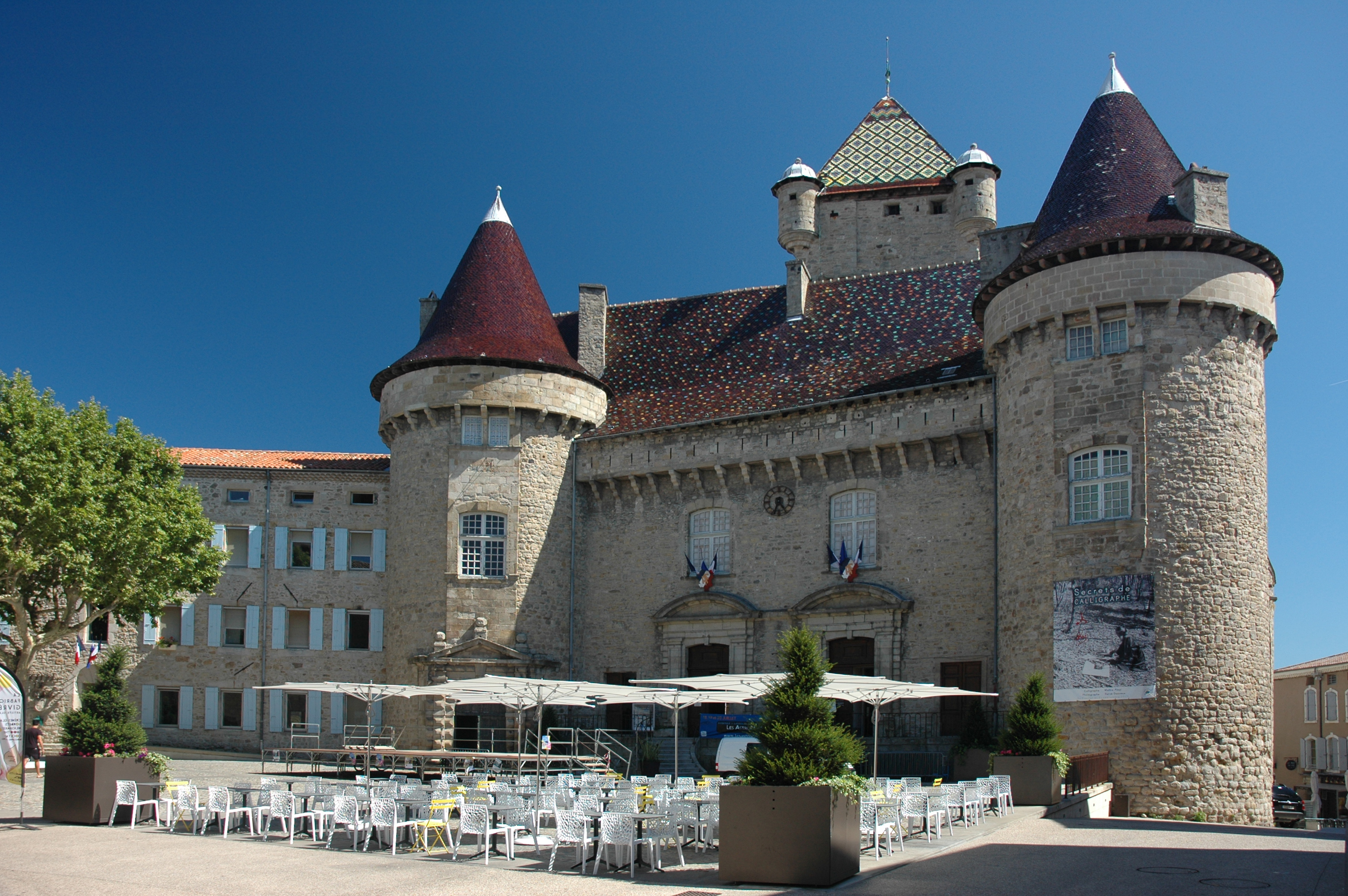
欧布纳城堡（法语：Château d'Aubenas）
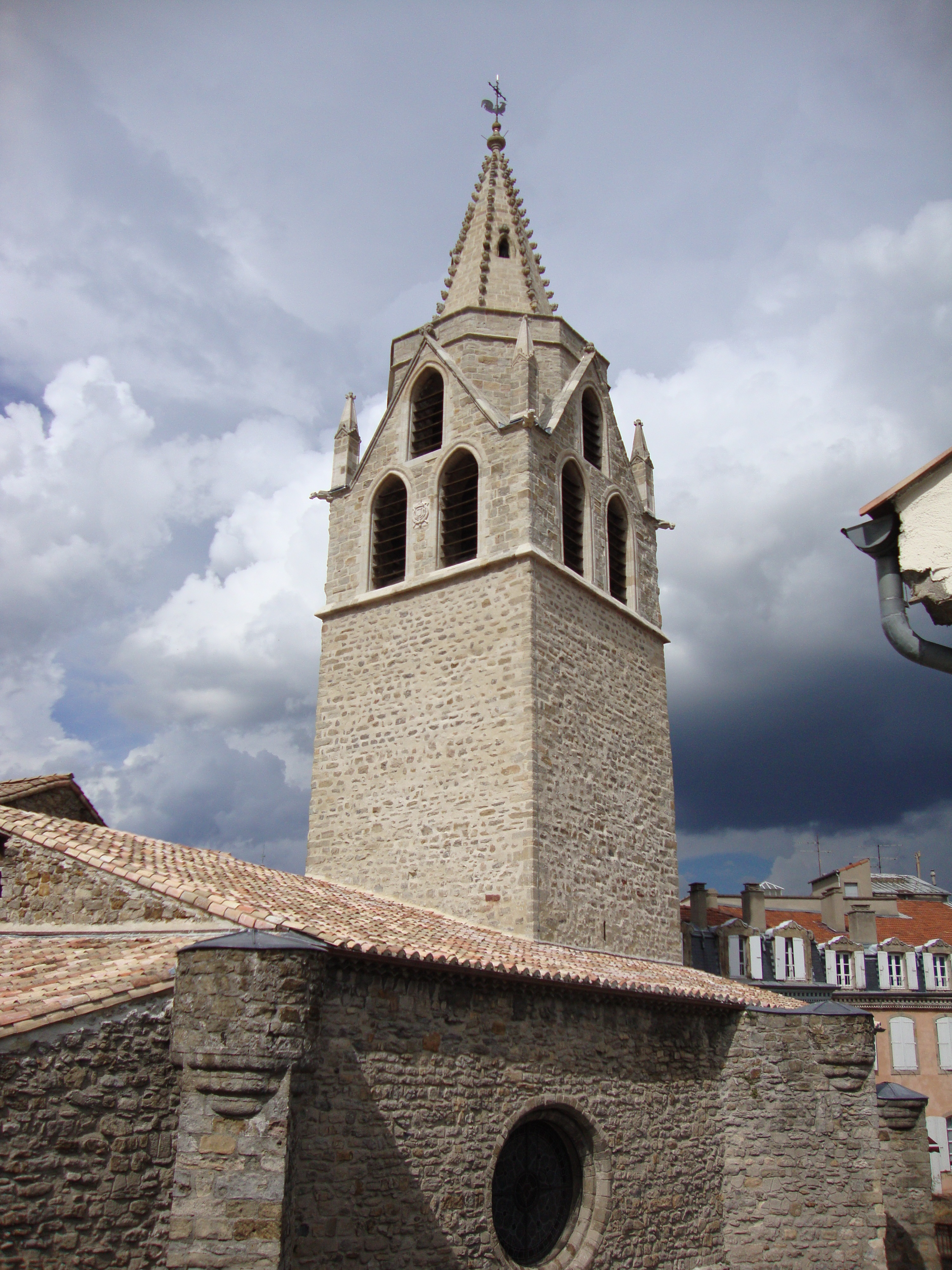
圣洛朗教堂（法语：Église Saint-Laurent d'Aubenas）
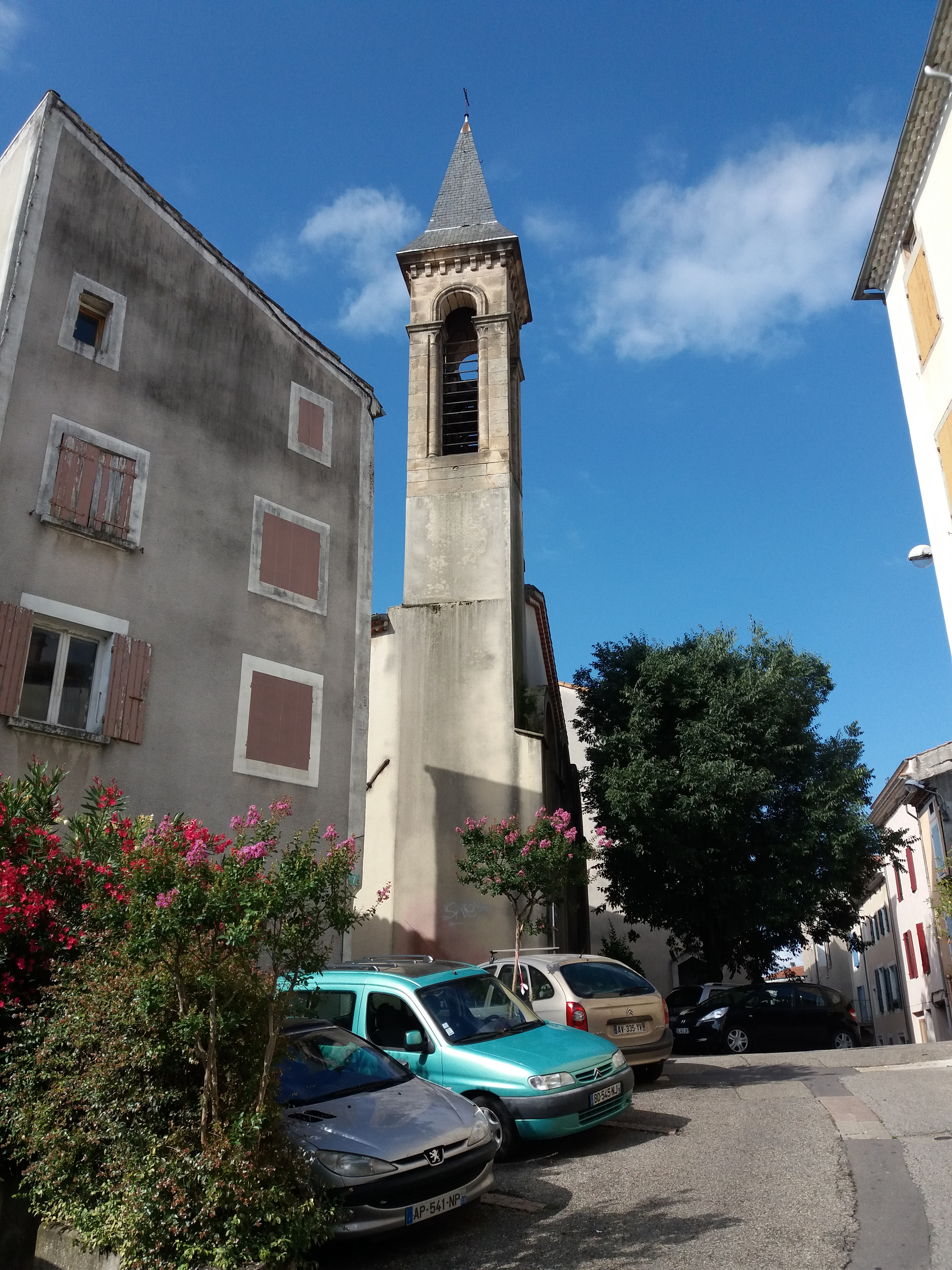
安托南小教堂
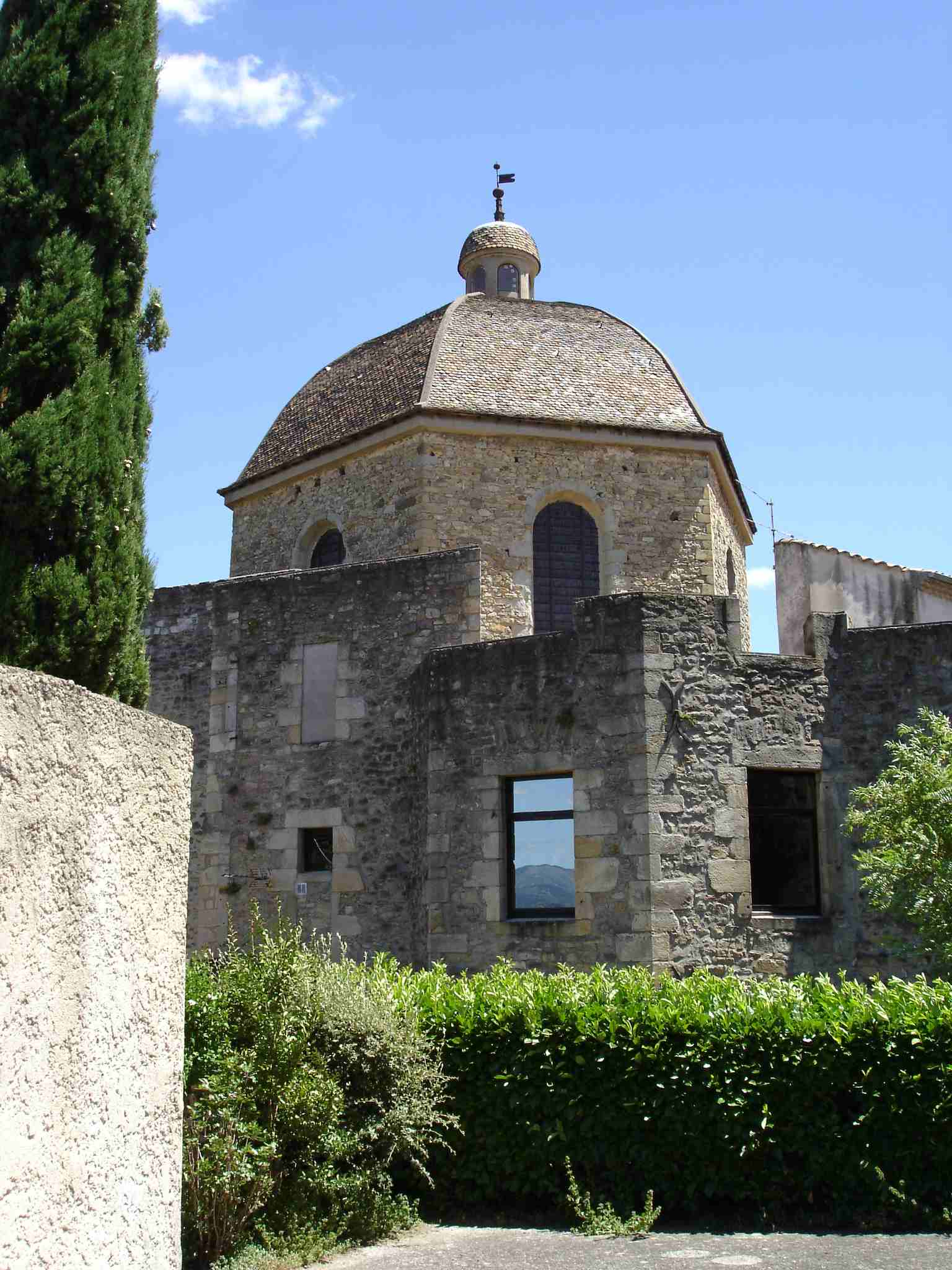
圣伯努瓦小教堂（法语：Chapelle Saint-Benoît d'Aubenas）
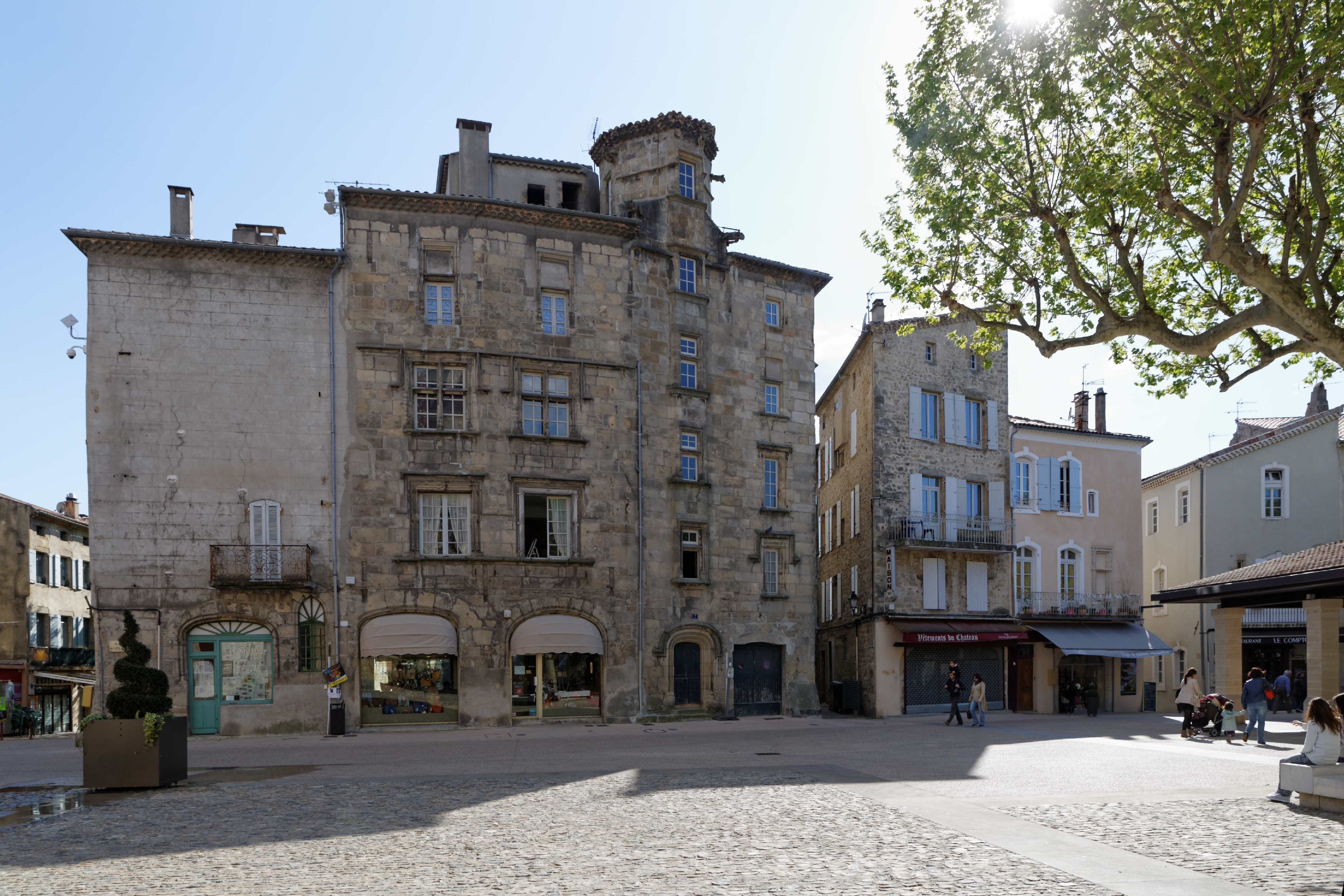
德利谢尔大楼
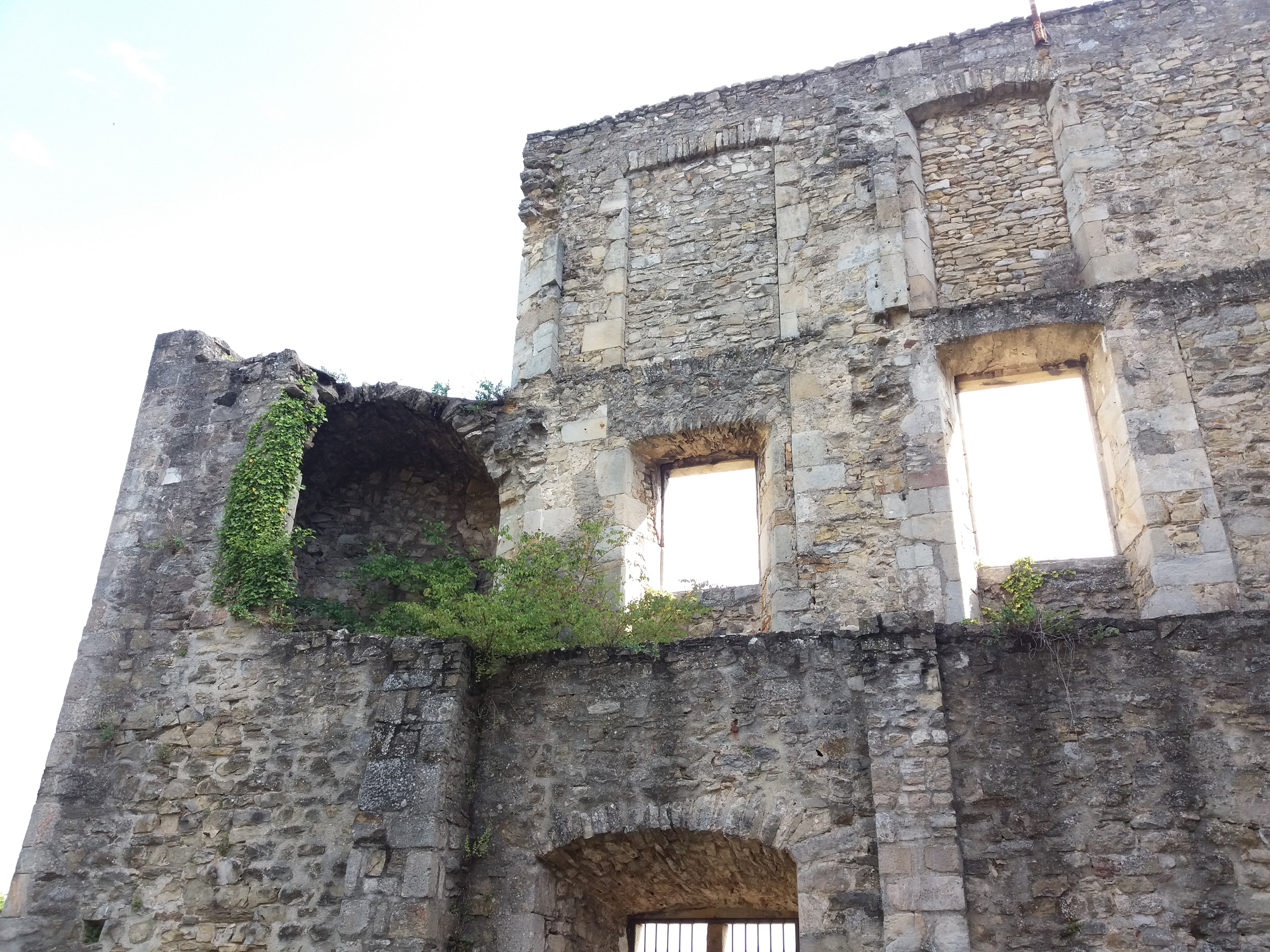
本笃会遗址
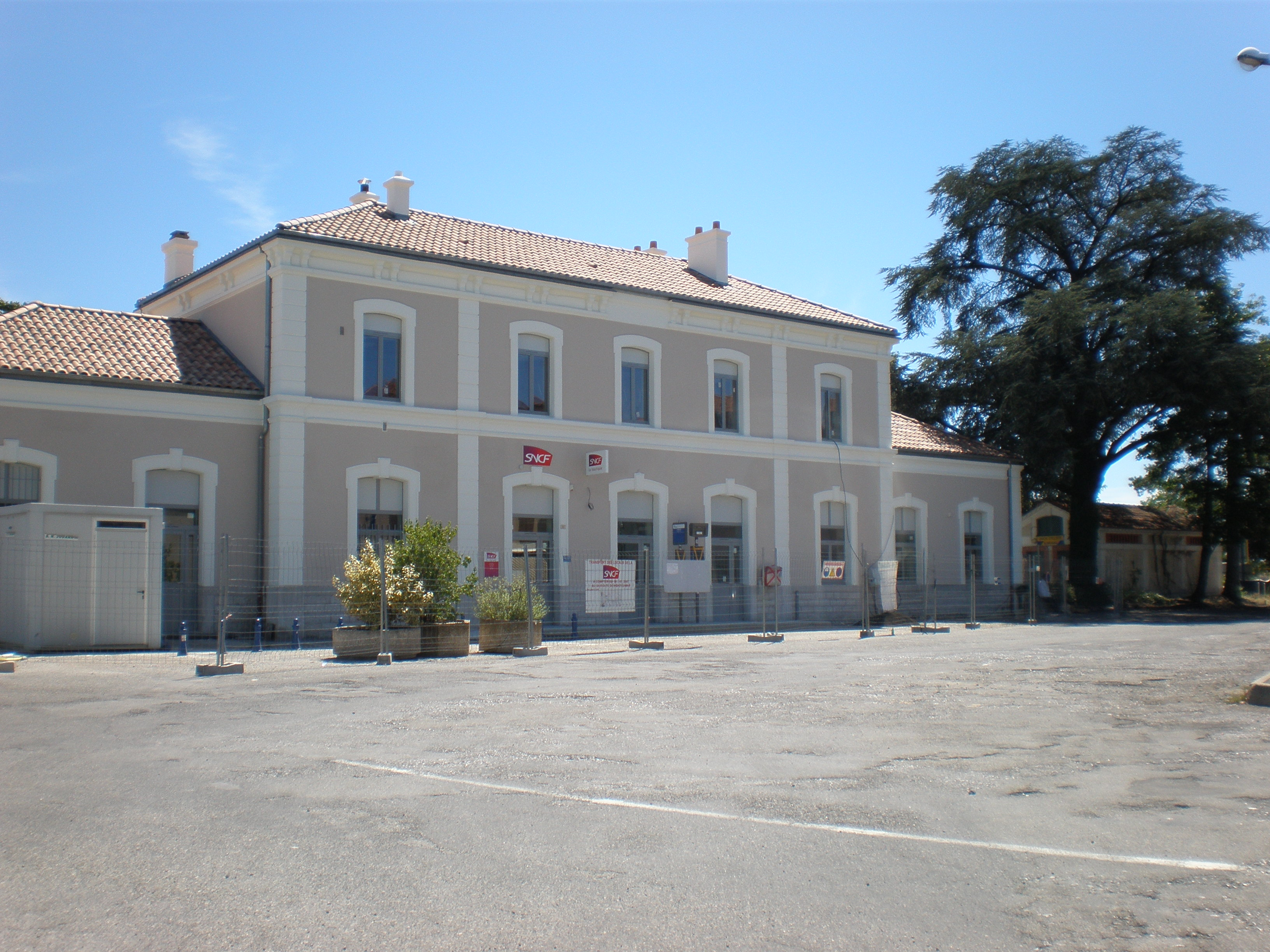
火车站（法语：Gare d'Aubenas）旧址

### 旅游
欧布纳的旅游事务由其所属的公共社区负责。2021年，欧布纳境内共有4家酒店共计149间房间；另有2个露营地，可容纳共133辆露营车。

### 媒体
法国主要的媒体均可在欧布纳接收，法国电视三台下属的奥弗涅-罗讷-阿尔卑斯大区频道在部分时段播出欧布纳所属区域的地方新闻。当地主要的地方性报刊为自由多菲内，后者是一个每日发行的纸质刊物，其总部设于格勒诺布尔，发行范围为包括阿尔代什省在内的伊泽尔省周边省份。其中欧布纳属于“南阿尔代什分区”。

## 相关人物
法国传教士路易·尼古拉、农业工程师阿尔贝·塞贝尔、赛车手让-马孔·古农、足球运动员弗蘭克·蘇錫、雷诺·科阿德和安东尼·穆尼埃出生于欧布纳。

## 友好城市
截至2021年11月，欧布纳共与六座城市互为友好城市关系：
- 義大利 切塞纳蒂科
- 荷蘭 代尔夫宰尔
- 德国 施瓦岑贝克
- 瑞士 谢尔
- 比利时 泽尔扎特
- 西班牙 帕拉莫斯